# Kritsada Benmat
Kritsada Benmat (ur. 11 stycznia 1993) – tajski zapaśnik w stylu wolnym.
Srebrny medalista igrzysk Azji Południowo-Wschodniej w 2011 roku.
Uczestnik mistrzostw Azji juniorów i kadetów.